# Mayra Alejandra
Mayra Alejandra Rodríguez Lezama (Caracas, 7 de mayo de 1958-Caracas, 17 de abril de 2014) fue una actriz venezolana, hija de la escritora Ligia Lezama y del comediante Charles Barry, y hermana del también comediante Juan Carlos Barry. Es conocida principalmente por sus papeles protagonistas en la película Carmen, la que contaba 16 años de Román Chalbaud  y en la telenovela Leonela, escrita por Delia Fiallo, que le dio reconocimiento internacional.

## Biografía
Mayra Alejandra fue hija de padres artistas. Su padre Charles Barry, memorable actor y comediante venezolano icono del programa Radio Rochela, y su madre Ligia Lezama, escritora de telenovelas, películas y adaptaciones de clásicos de la literatura, muchas actuadas por la actriz. Mayra Alejandra sintió atracción por el mundo de la actuación a los 17 años de edad, inspirada en la transmisión de la telenovela Valentina (1975), logró actuar en esta producción en un personaje secundario como muchacha de servicio. Su talento le abrió las puertas a la protagonización con la telenovela Angélica (1976) con José Luis Rodríguez "El Puma".
Después de Angélica, protagonizó otras muchas telenovelas de la cadena RCTV, en las que trabajó con galanes como José Luis Rodríguez, Jean Carlo Simancas, Raúl Amundaray, Renato Gutiérrez, Miguel Ángel Landa y Carlos Olivier. Entre los títulos más recordados están La hija de Juana Crespo, Bienvenida Esperanza, Marta y Javier, de matiz social y cotidiano, Luisana mía (1981), que trataba con atino el tema de las parejas, y, principalmente, Leonela (1984) de Delia Fiallo, que la catapultó a la fama en el exterior, tratando un tema polémico que la convirtió en telenovela de culto. 
El éxito de Leonela le dio la oportunidad de trabajar en varios países como Italia, Argentina y Colombia, donde realizó producciones unitarias y telenovelas. Durante su permanencia en Argentina tuvo una relación con el actor mexicano Salvador Pineda, con quien tuvo a su hijo Aarón Salvador.  
A principios de los años 1990 volvió a actuar en su país natal. Contratada por Venevisión, protagonizó la coproducción hispano-venezolana La mujer prohibida (1991) junto a Andrés García y, seguidamente, Amor de papel (1993), esta vez con la pareja exitosa Carlos Olivier, buscando el éxito de Leonela. Luego se retiró por siete años. En el 2000 retornó a la pantalla realizando papeles secundarios tanto para la planta televisiva Venevisión como RCTV.
Aunque Mayra Alejandra realizó la mayoría de sus trabajos en televisión, hizo su incursión también en el teatro y en el cine. Especialmente recordadas son sus actuaciones como protagonista en las películas Carmen, la que contaba 16 años (1978) y Manón (1986), ambas dirigidas por Román Chalbaud.
Mayra Alejandra se retiró en 2010 por problemas de salud tras actuar en la telenovela Harina de otro costal, y murió de cáncer el 17 de abril de 2014

## Filmografía

### Telenovelas
| Año       | Título                                  | Productora             | Personaje                                         | Notas |
| --------- | --------------------------------------- | ---------------------- | ------------------------------------------------- | --- |
| 1975-1976 | Valentina                               | RCTV                   | Mayrita                                           | Debuta en la televisión interpretando a una trabajadora doméstica                                                                 |
| 1976      | Angélica                                | RCTV                   | Angélica Rincón                                   | Debuta como protagonista con José Luis Rodríguez la contrafigura Pierina España                                                   |
| 1976-1977 | Carolina                                | RCTV                   | Carolina Villacastín                              | con José Luis Rodríguez |
| 1977      | Tormento                                | RCTV                   | Amparo                                            | con José Luis Rodríguez y Jean Carlo Simancas                                                                                     |
| 1977      | La hija de Juana Crespo                 | RCTV                   | Diana Crespo                                      | Original de tres grandes: Salvador Garmendia, Ibsen Martínez y José Ignacio Cabrujas, con Hilda Vera en el papel de Juana Crespo. |
| 1977-1978 | Residencia de Señoritas                 | RCTV                   | Violeta                                           | escrita por Salvador Garmendia |
| 1978      | Piel de zapa                            | RCTV                   | Paulita                                           | Junto a Raúl Amundaray y Pierina España                                                                                           |
| 1978      | Mariela, Mariela                        | RCTV                   | Mariela Guzmán                                    | Junto a Jean Carlo Simancas |
| 1978-1979 | El ángel rebelde                        | RCTV                   | María Soledad                                     | con Miguel Ángel Landa |
| 1980      | Rosa Campos, provinciana                | RCTV                   | Rosa Campos                                       | junto a Renato Gutiérrez y Yanis Chimaras                                                                                         |
| 1980      | El esposo de Anaís                      | RCTV                   | Anaís Olivieri                                    | con Miguel Ángel Landa |
| 1981      | Luisana mía                             | RCTV                   | Luisana Narval                                    | con Jean Carlo Simancas el zenit de la actuación de Mayra Alejandra                                                               |
| 1981      | Amada mía                               | RCTV                   | Isabela                                           | con Franklin Virgüez y Yanis Chimaras                                                                                             |
| 1981      | Marta y Javier                          | RCTV                   | Marta Galván                                      | una de las mejores actuaciones junto a Carlos Olivier                                                                             |
| 1982      | Jugando a vivir                         | RCTV                   | Victoria La Rosa                                  | con Carlos Olivier |
| 1982      | Barbarita                               | RCTV                   | Barbarita                                         | con Jean Carlo Simancas. Inconclusa                                                                                               |
| 1983      | Bienvenida Esperanza                    | RCTV                   | Esperanza Acuña                                   | con Carlos Olivier y Félix Loreto                                                                                                 |
| 1983      | Leonela                                 | RCTV                   | Doctora Leonela Ferrari                           | con Carlos Olivier, éxito y la consagración de la actriz, por su tema polémico se convirtió en telenovela de culto                |
| 1984      | Miedo al amor                           | RCTV                   | Doctora Leonela Ferrari                           | con Carlos Olivier, segunda parte de Leonela                                                                                      |
| 1986      | Juegos prohibidos (serie de televisión) | Canal 11 (Argentina)   | Sandra                                            | con Arnaldo André |
| 1986-1987 | Mujer comprada                          | Canal 11 (Argentina)   | Angélica Villar                                   | con Arturo Puig |
| 1987      | Camila                                  | Cadena Uno             | Camila                                            | con Germán Rojas. |
| 1987      | Valeria                                 | Canal 11 (Argentina)   | Valeria Montiel                                   | con Juan Vitali |
| 1989      | Passioni (telenovela italiana)          | Rai 1                  | Anna Ronchi                                       | |
| 1991-1992 | La mujer prohibida                      | Venevisión y Telecinco | Irene Rivas                                       | con Andrés García, Tatiana Capote y Fernando Carrillo                                                                             |
| 1993-1994 | Amor de papel                           | Venevisión             | Adela Puerte / Rafaela Villanueva / Adela Beltrán | de nuevo junto a Carlos Olivier, con esta telenovela culmina la gran etapa de la actriz                                           |
| 2000      | Hechizo de amor                         | Venevisión             | Raquela De Valderrama                             | Su único papel de villana junto a Caridad Canelón y Miguel Alcántara                                                              |
| 2004      | Estrambótica Anastasia                  | RCTV                   | Yolanda Paz                                       | junto al primer actor Gustavo Rodríguez                                                                                           |
| 2005-2006 | Con toda el alma                        | Venevisión             | Isabel Morelli                                    | |
| 2007      | Camaleona                               | RCTV                   | Amapola Rivas                                     | |
| 2010      | Harina de otro costal                   | Venevisión             | Carmencita De Fernández                           | su última participación, por motivos de salud                                                                                     |

### Películas
| Año  | Título                         | Director       | Nota                   |
| ---- | ------------------------------ | -------------- | ---------------------- |
| 1978 | Carmen, la que contaba 16 años | Román Chalbaud | con Miguel Ángel Landa |
| 1986 | Manón                          | Román Chalbaud | con Víctor Mallarino   |

## Teatro
- La Pinta de la niña o la Santa María
- ¿Ardelle o la Margarita?
- A 2,50 la Cuba Libre

## Premios y reconocimientos
- Premio Meridiano de Oro (1979) como actriz de televisión, dama joven.
- Premio El Dorado (1979) como mejor actriz en la temporada 1978-79, mención cine.
- Premio India Catalina (1986), a la mejor actriz internacional por Leonela
- Galardonada en el programa “El Universo del Espectáculo” en 2005, por sus 30 años como artista.